# Wichita (poble)
Els wichita són una tribu ameríndia de parla una de les llengües caddo, el nom de la qual provenia de la llengua choctaw wia-chitoh  "arbre gran", però s'anomenaven kitikitish "gent de l'ull de l'os" per la pintura que duien a la cara. Més tard aplegaren les restes de dues altres tribus caddo, els tawakoni, nom que volia dir "riu que torça cap a la sorra roja del turó", i els waco, nom que procedeix de wahiko, deformació de Mèxic, ja que sovint guerrejaven amb els mexicans. Els wichita vivien als marges del riu Arkansas (Texas) i a les muntanyes Wichita (Oklahoma); els tawakoni vivien a la confluència dels rius Arkansas i Cimarron, i els waco vora l'actual comtat de Waco. Actualment tots viuen a la Wichita Tribe Federal trust Area del comtat de Caddo (Oklahoma).

## Demografia

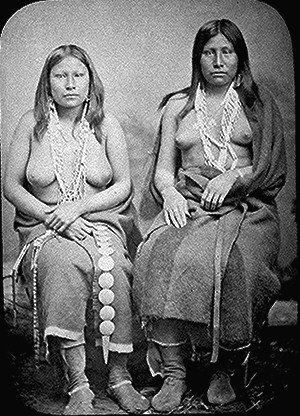
Noies wichita per William S. Soule, 1870

Cap al 1780 els calcularen en 3.200 wichita, mentre que els tawakoni eren 1.200 el 1822, però la verola els va reduir a 1.800 el 1840. El 1902 només restaven 310 individus. El 1960 hi havia 460 a Oklahoma, i el 1970 es comptaven uns 250 wichita, 190 tawakoni i 60 waco. El 1980 sumaven 750 individus. Segons dades de la BIA del 1995, a la Reserva Wichita d'Oklahoma (agència Anadarko) hi vivien 946 individus (1.798 apuntats al rol tribal). Segons el cens dels EUA del 2000, en total hi havia 1.936 censats, dels quals només 14 eren waco i 5 tawakoni.

## Costums
Eren bons agricultors de moresc, carabasses i pèsols, i també caçaven búfals. Vivien en cases comunals fetes de bastiments de pals coberts de palla i tancades amb herba, però durant les temporades de cacera vivien en tipis de pell.

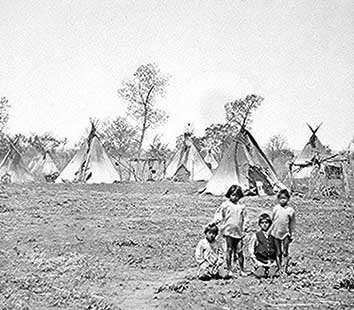
Campament wichita, 1904

També tenien el costum de tatuar-se, fet pel qual foren anomenats pels francesos Panis Piqués, tenien fama d'honestos i hospitalaris, i llur principal cerimònia era la dansa del Blat Verd. Vestien robes de pell de cérvol o de búfal i escorça d'arbre. També rendien culte a les estrelles.

## Govern
La nació wichita forma part juntament amb les tribus waco, taovaya, tawakoni i keechi de la tribu reconeguda federalment Tribu Wichita i Afiliades (Wichita, Keechi, Waco i Tawakonie) i té la seu a Anadarko, Oklahoma. La seva àrea jurisdiccional tribal es troba al comtat de Caddo (Oklahoma). Els wichites són una tribu autogovernada que gestiona la seva pròpia autoritat en habitatge i emet matrícules tribals per a vehicles. El president tribal actual és Terry Parton.

## Història
El 1541 ja foren visitats per Vázquez de Coronado, qui els anomenà Quiviras. Cap al 1772 s'establiren a l'actual Wichita Falls, on eren poderosos, mentre que els tawakoni ho feien al seu territori actual el 1719, però el 1730 es traslladaren amb els waco als marges del Brazos per pressió de francesos i espanyols.
Durant les negociacions de Camp Holmes del 1835 dels EUA amb les tribus de la planura, la visió de 300 cases d'herba va impressionar els blancs, però el 1837 foren delmats per una epidèmia de verola, que els va reduir a la meitat. Per altra banda, tot i que ajudaren als texans en llur independència, aquests els pressionaren cada cop més en prendre'ls les terres.
El 1855 tawakoni i waco s'uniren als wichita vora Fort Belknap, d'on foren expulsats pels texans el 1859 i traslladats al nord del riu Washita. Van viure a Oklahoma, i durant la Guerra Civil dels Estats Units lluitaren a favor de la Unió, cosa que els provocà l'enemistat de les altres tribus "civilitzades" (creek, choctaws i cherokees). El 1863 es van veure obligats a fugir a Kansas, d'on tornaren el 1867, i s'establiren a la reserva Andarko, els límits de la qual foren establerts el 1891.
Aquesta reserva, però, fou parcel·lada el 1887 per l’Allotment Act, i amb la creació de l'Estat d'Oklahoma desaparegué. El 1973 un wichita veterà de Vietnam, Stan Holden, fou cap de seguretat de l'AIM a Wounded Knee. El 2004 Gary Mc Adam era el president tribal.